# Hình tượng con dơi trong văn hóa

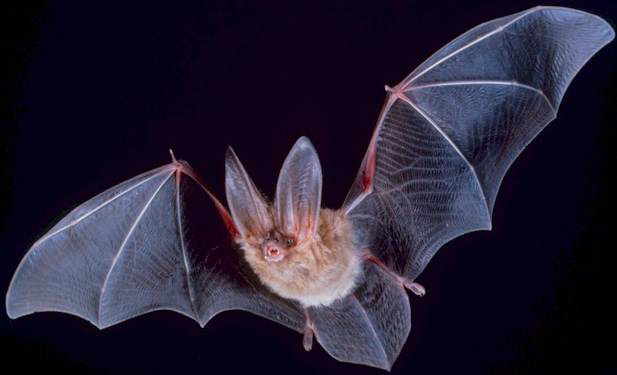
Một con dơi bí hiểm và lặng lẽ trong bóng đêm là chất liệu hư cấu cho nhân vật ma cà rồng chuyên hút máu người

Hình tượng con dơi trên Huy hiệu

Trong văn hóa, hình tượng con dơi được tái hiện qua nhiều phim ảnh, tiểu thuyết, truyện tranh, theo đó dơi thường được mô tả là một sinh vật gớm ghiếc loài vật hút máu với hàm răng nhọn hoắt trắng ởn ghê rợn, và hại người, súc vật, là hiện thân của ma cà rồng. Trong nhiều nền văn hóa, bao gồm cả ở châu Âu, dơi gắn liền với bóng tối, cõi âm u, cái chết, phù thủy và ác độc. Nhưng ở một khía cạnh khác, dơi cũng là con vật tượng trưng cho điều tốt như trong văn hóa Trung Quốc và Việt Nam. Trong văn hóa phương Tây, một trong ba hình tượng siêu anh hùng trong văn hóa đại chúng nổi bật của nước Mỹ gắn với hình tượng dơi là Người dơi (Batman) biểu tượng cho chính nghĩa.

## Hình tượng
Con dơi khát máu hay là hiện thân của ác quỷ vì kể từ buổi bình minh của loài người, con người đã sợ dơi vì vẻ ngoài của chúng và thực tế là chúng, do là động vật sống về đêm, chủ yếu hoạt động vào ban đêm. Trong nhiều nền văn hóa, dơi được coi là điềm xấu và biểu tượng của sự sợ hãi và cái chết. Những mụ phù thủy thường được miêu tả hay bay kèm cùng bầy dơi, và cảnh tượng bầy dơi túa ra từ lâu đài ma, ngục tối là cảnh kinh dị phổ biến, những ác quỷ có đôi cánh giống dơi (trong khi thiên thần thì có đôi cánh của thiên nga và bồ câu) và ma cà rồng theo truyền truyết được thể hiện là có thể biến mình thành dơi để hút máu.
Hình ảnh con dơi hút máu chủ yếu dựa trên những câu chuyện về ma cà rồng và dơi bị xem là động vật hình mẫu của ma cà rồng, một đặc điểm nổi bật của ma cà rồng là rất thích máu, vào ban đêm thường xuất hiện dưới hình dạng của một con dơi hoặc một con sói hoặc là một đám mây màu đen bay đến cửa sổ gõ cửa và xin vào. tuy vậy, trong số 1.000 loài, chỉ có ba loài ăn máu và do đó được gọi là "dơi ma cà rồng", tất cả chỉ sống ở Trung và Nam Mỹ. Những ví dụ hiếm hoi về loài dơi được miêu tả là sinh vật biết cảm thông có thể được tìm thấy trong Silverwing và tính cách anh hùng của Người Dơi (Batman) sử dụng Batarang, trong khi ở Ba Lan, Macedonia và văn hóa Ả Rập, chúng được xem là người mang lại may mắn.
Dơi được coi là bị mù nhưng trong thực tế dơi không bị mù, một số con dơi có thị lực kém trong khi một số có thị lực rất tốt. Một định kiến khác liên quan đến dơi là con vật sẽ bay vào tóc của một người. Đây là một truyền thuyết đô thị. Dơi có thể điều hướng rất tốt trong bóng tối nhờ khả năng định vị bằng tiếng vang. Trong nhiều ngôn ngữ, từ "dơi" được dùng chung với từ "chuột", với loài được định nghĩa là "con chuột có cánh" hay dơi được xem là một "con chuột biết bay", trong quan điểm của người châu Âu thì dơi (bat) còn được gọi là reremouse, reermouse, hay rearmouse, tương đồng với phương Đông là thuật ngữ mặt dơi tai chuột chỉ về hình tướng dị hợm, quái đản, bất tài. Trong thực tế, dơi không liên quan đến chuột, nhưng thuộc về loài Laurasiatheria.

## Các nền văn hóa

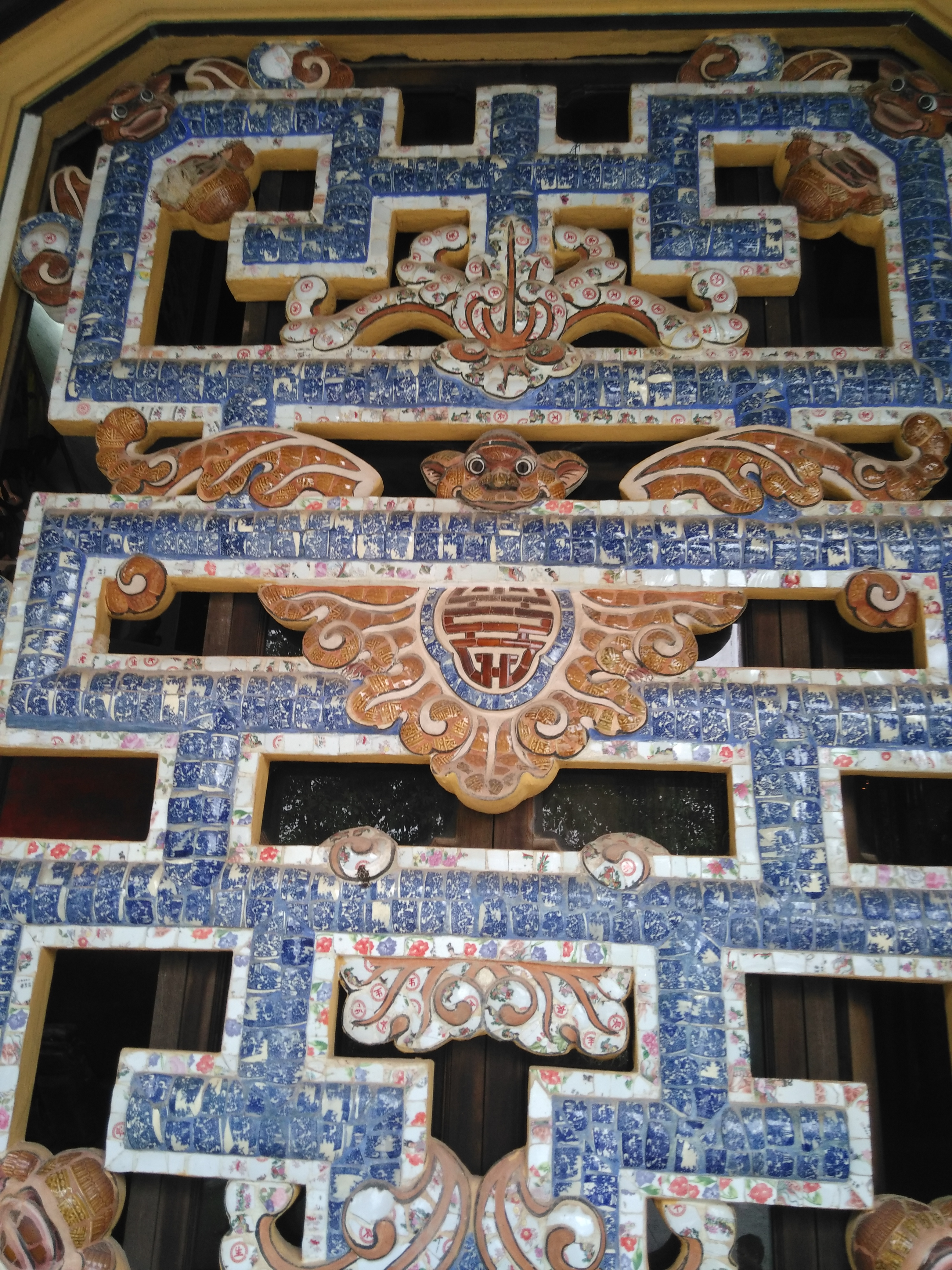
Đồ án hình con dơi trên cửa sổ ở chùa Sắc Tứ Triệu Phong

Ở Tanzania, một sinh vật giống dơi có cánh được gọi là Popobawa được cho là một linh hồn ma quỷ có thể thay đổi hình dạng, chuyên tấn công và thống trị nạn nhân của nó. Một số nhân vật hư cấu có liên quan đến dơi như Người dơi (Batman) của Mỹ là một anh hùng, Phi Thiên Biển bức Kha Trấn Ác - sư phụ của Quách Tĩnh hay Thanh Dực Bức vương Vi Nhất Tiếu trong tiểu thuyết của Kim Dung, Biên bức công tử trong tiểu thuyết của Cổ Long. Con dơi đôi khi được sử dụng như một biểu tượng huy hiệu ở Tây Ban Nha và Pháp, xuất hiện trên quốc huy của các thị trấn Valencia, Palma de Mallorca, Fraga, Albacete và Montchauvet.
Những mô tả tích cực hơn về loài dơi tồn tại ở một số nền văn hóa. Ở Trung Quốc, dơi được gắn với hạnh phúc, vui vẻ và may mắn. Năm con dơi được dùng để tượng trưng cho "Ngũ phúc". Trong truyền thuyết Trung Quốc, dơi là biểu tượng của sự trường thọ và hạnh phúc vì từ dơi trong tiếng Hoa có nghĩa bức, đồng âm với từ phúc, trong hình ảnh Phúc Lộc Thọ thì hình ảnh của ông Phúc thường có một hoặc nhiều đứa trẻ vây quanh ông hay là có hình ảnh con dơi bay xuống ông (dơi phát âm giống "phúc"). Trong các đình làng, các nhà thiết kế, các nghệ nhân làng nghề thường trang trí trong các họa tiết năm con dơi tượng trưng cho 5 điều hạnh phúc.
Trong phong thủy, hình ảnh con dơi tượng trưng cho sự may mắn, an toàn. Âm hán việt của chữ con dơi là “phúc” trong với chữ phúc trong chữ nôm của người Việt có nghĩa là hạnh phúc, yên lành, sung túc và dơi là một trong những loài động vật gắn bó với con người bởi chúng đóng vai trò quan trọng trong hệ sinh thái. Dơi giúp cây cối, hoa lá thụ phấn hoa, phát tán hạt cây hay ăn côn trùng bảo vệ mùa màng. Trong phong thủy, dơi là một trong những loài vật tượng trưng cho sự may mắn, hạnh phúc, thịnh vượng và trường thọ. Chính vì điều này mà người ta đã lấy con vật này để chỉ mong muốn, ước nguyện, mong cầu hạnh phúc đến với mọi người. Tương truyền rằng, nếu nhà bạn có dơi bay vào nhà và làm tổ thì đó là báo hiệu của sự may mắn, mang tài lộc vào nhà. Sở dĩ hình ảnh dơi ngậm đồng tiền cũng mang ý nghĩa tượng tự rằng sẽ giúp gia chủ chiêu tài kim tiền, dẫn phúc đức vào nhà.